# Kraakbeen

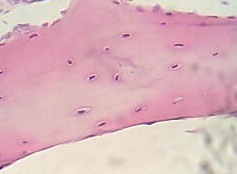
Kraakbeen onder een microscoop gezien

Kraakbeen (Latijn: cartilago) is een speciale vorm van bindweefsel met een elastisch karakter als gevolg van eigenschappen van de extracellulaire matrix. Kraakbeen kan grote druk weerstaan (stootkussenfunctie), maar heeft weinig trekvastheid, in tegenstelling tot bot.
Kraakbeen is te vinden in vele gebieden van het lichaam, met inbegrip van het articulaire oppervlak van de botten, de ribbenkast, het oor, de neus, de bronchiale buizen en de tussenwervelschijven.
Kraakbeen, twee tot drie millimeter dik, in de menselijke botten heeft een wrijvingsweerstand die lager is dan die van een nat ijsblokje dat over een gladde ijsbaan glijdt. Beweging houdt het kraakbeen gezond terwijl extreme belasting voor afbraak zorgt als het kraakbeen de tijd niet kreeg om zich aan die belasting aan te passen. Ook het kraakbeen volgt hier de wet van Wolff. Artrose is een ziekte van het kraakbeen.
Ongeveer vijf procent van het kraakbeen bestaat uit gespecialiseerde cellen, die voortdurend extracellulaire matrix produceren. Deze intercellulaire component bestaat voornamelijk uit water en is opgebouwd uit een netwerk van collageenvezels met proteoglycanen, hyaluronan en elastinevezels. Afhankelijk van de relatieve hoeveelheden van deze componenten kan deze tussenstof dik viskeus zijn of gel-achtig.
Kraakbeen wordt ingedeeld in hyalien, fibreus en elastisch kraakbeen.
In tegenstelling tot ander bindweefsel bevat kraakbeen bij volwassenen geen bloedvaten of zenuwen. 
Chondrocyten zijn kraakbeencellen die ingebed liggen in holtes (lacunae) binnen de kraakbeenmatrix. 
De chondrocyten worden gevoed via diffusie, zo worden ook afvalstoffen afgevoerd. De druk die bij belasting ontstaat, genereert de benodigde pompwerking. Vanwege het ontbreken van bloedvaten groeit en herstelt kraakbeen langzamer dan andere bindweefselsoorten.

## Opbouw

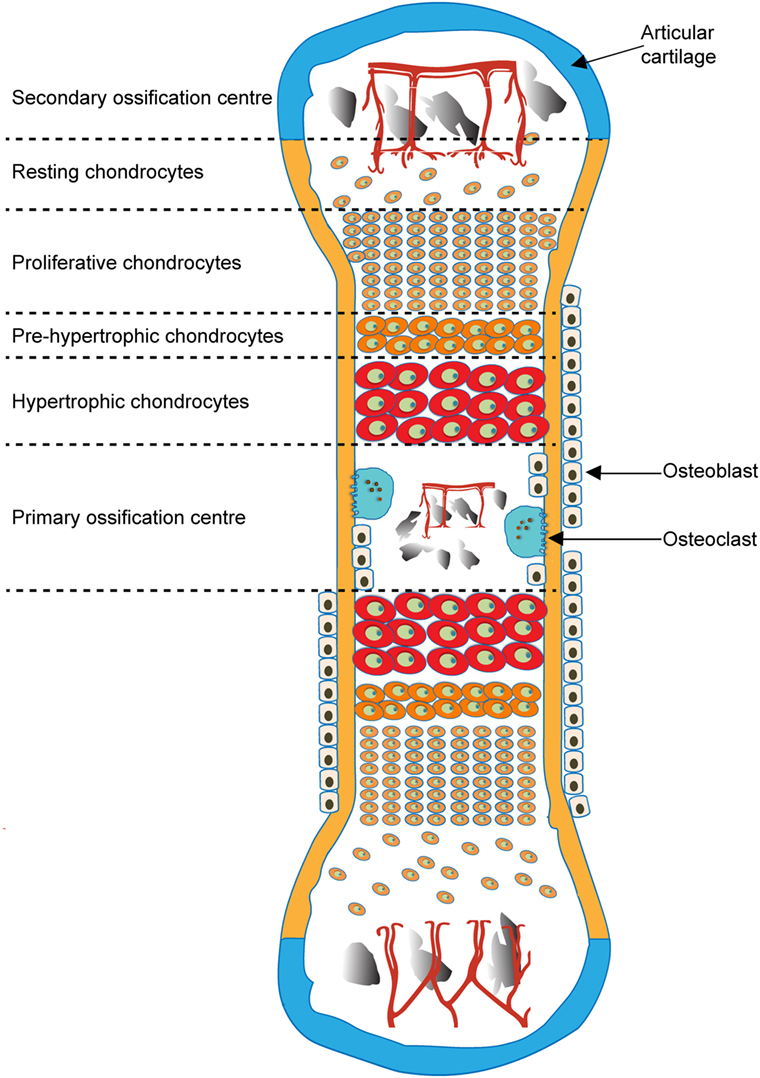
Schematische weergave van endochondrale ossificatie en vorming van primaire en secundaire ossificatiecentra

Als kraakbeencellen komen chondrocyten, chondroblasten en chondroclasten voor. Chondroblasten zijn de voorlopercellen van chondrocyten. Ze stammen af van mesenchymale stamcellen en produceren de actieve vorm van de kraakbeencellen daar, aangezien ze alle componenten van de kraakbeenmatrix kunnen synthetiseren. Zodra ze deze synthesefunctie ingesteld hebben, differentiëren ze zich naar chondrocyten, de eigenlijke kraakbeencellen. De chondrocyten zijn kleiner dan de chondroblasten, kogelvormig, bezitten een ronde celkern en bevatten veel water, vet en glycogeen. Hun aantal, toestand en dichtheid is voor iedere kraakbeensoort specifiek.
Chondrocyten produceren permament de bestanddelen van de kraakbeenmatrix, zoals collageenvezels (dat als "netwerk" functioneert), proteoglycanen, hyaluronan en elastinevezels en produceren tevens enzymen die zorgen voor het opruimen ervan als ze zijn opgebruikt.

## Types kraakbeen
- Hyalien kraakbeen (Latijn: cartilago hyalina[3]): Blauwachtig wit kraakbeen waarvan de intercellulaire stof veel collagene en elastische vezels bevat. Kalkafzettingen ontstaan vroegtijdig. Komt voor in gewrichtskraakbeen, ribkraakbeen, de epifysaire schijven (Latijn: linea epiphysialis), het strottenhoofd, neus en in de wand van de luchtpijp. Waar hyalien kraakbeen zich in de gewrichten bevindt, noemen we het articulair kraakbeen.
- Fibreus kraakbeen (Latijn: cartilago fibrosa[3]): Het chondrine in fibreus (vezelig) kraakbeen is doortrokken met dicht opeengepakte collageenvezels. Is trekvast en drukbestendig en geeft een soepele botverbinding. Bevindt zich in tussenwervelschijven en schaambeenderen.
- Elastisch kraakbeen (Latijn: cartilago elastica[3]): Elastisch kraakbeen bevat veel elastische vezels in het chondrine. Heeft grote vervormbaarheid. Bevindt zich onder andere in de oorschelp.

De aanvoer van voedingsstoffen en de afvoer van afvalstoffen vindt plaats over een beschermend omhulsel (perichondrium), dat het kraakbeen (uitgezonderd gewrichtskraakbeen) als een soort huid omhult. Bij gewrichtskraakbeen vindt dit plaats via de synoviaalvloeistof in de gewrichtsspleet. Als de kraakbeenmatrix beschadigd raakt, neemt de lengte van de glycosaminoglycanen af, evenals hun binding aan andere biopolymeren, zoals collageen. Hierdoor kan er minder water in het kraakbeen vastgehouden worden, wat ten koste gaat van de stootkussenfunctie.

## Functies
- Steun bieden aan weke delen
- Schokabsorptie in gewrichten
- groei beenderen (o.a. groeischijf in lange beenderen)
- Gewrichtsvlakken vrijwel zonder wrijving over elkaar laten glijden